# Jacopo di Casentino

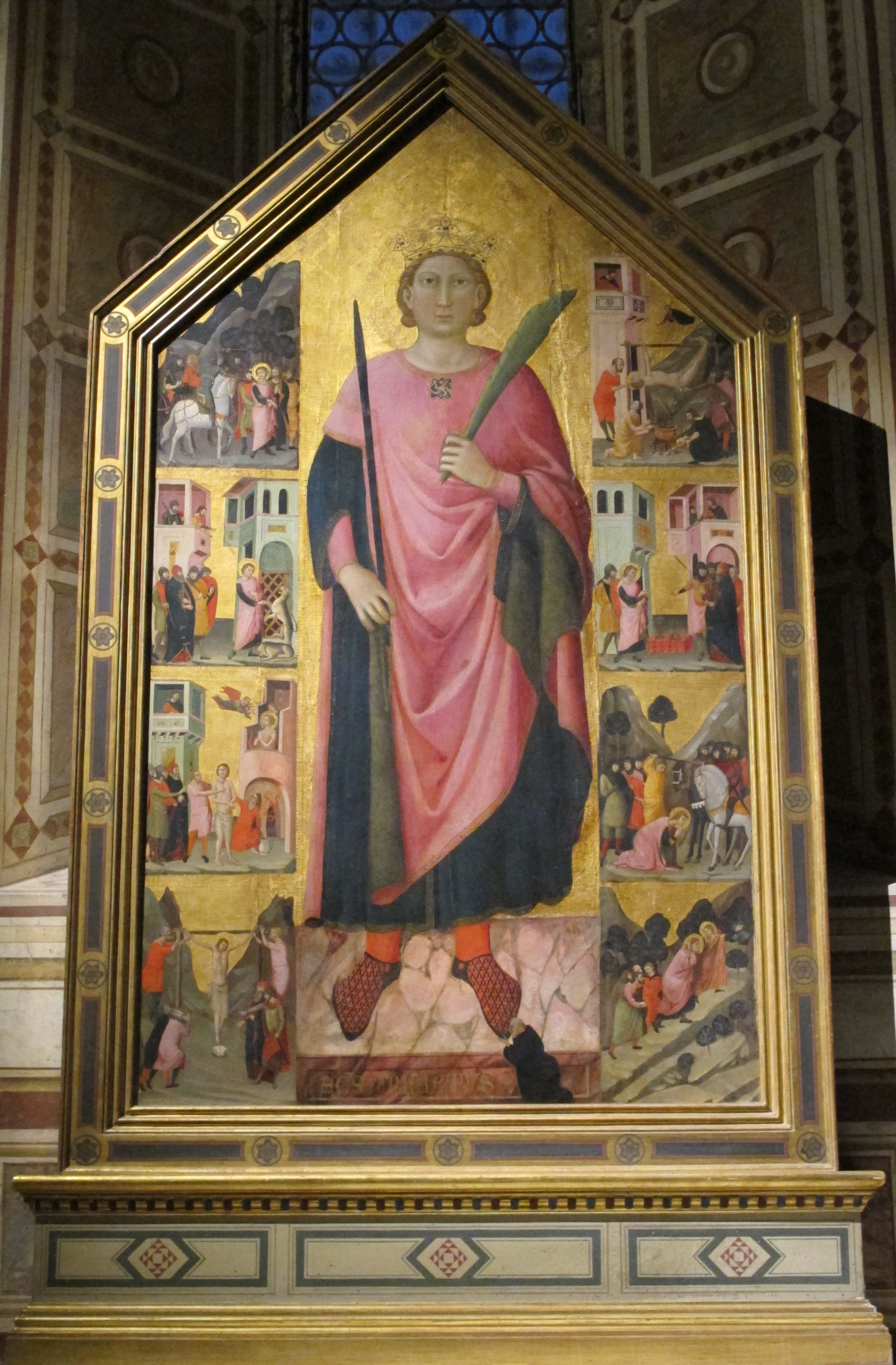
Retable (1320), Florence, basilique San Miniato al Monte.

Jacopo di Casentino ou Iacopo del Casentino, né en 1297 à Florence et mort en  1358 à Pratovecchio, est un peintre florentin.

## Biographie
Jacopo di Casentino fut l'élève de Taddeo Gaddi, lui-même eut pour élève Spinello Aretino. Il est probablement le père du compositeur Francesco Landini, un des plus célèbres compositeurs du trecento.

## Œuvres
- San Miniato e Otto storie della sua Vita, 1320, Florence, basilique San Miniato al Monte.
- Tableau processionnel de Sainte Agathe, entre 1320 et 1358, Florence, Museo dell'Opera del Duomo.
- Saint Thomas d'Aquin, Avignon, musée du Petit Palais.
- Saint François reçoit les Stigmates, S. André et S. James, la Crucifixion, Pavie, Musées Civiques de Pavie[2]
- Vierge à l'Enfant, peinture sur bois, 67 × 42,5 cm, provient de l'église Saint-Prospère à Cambiano, Rome, musées du Vatican.
- Christ mort avec la Vierge et saint Jean-Baptiste, Arezzo, église San Bartolomeo.
- La Vierge et l'Enfant en majesté, avec saint Bernard, saint Jean-Baptiste et quatre anges ; Saint François recevant les stigmates ; Deux saintes ; La Crucifixion, fin des années 1320, triptyque portatif, œuvre signée, Florence, musée des Offices[3].
- Saint Jean l'Évangéliste avec un prophète, deux huiles vers 1330-1335, Collection Alana[4].